# カズングラ

カズングラはザンビア、ボツワナ、ナミビア、ジンバブエ4か国の国境が非常に近接する地点にある町である

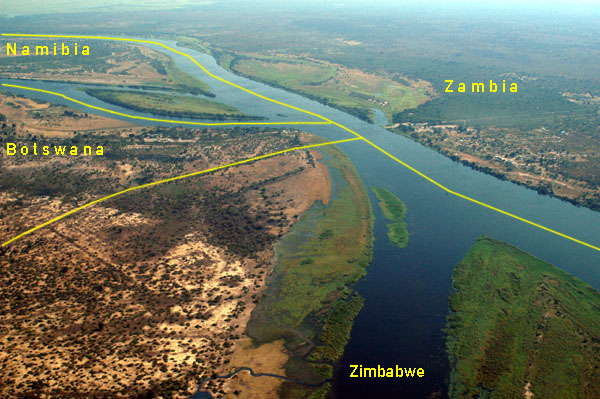
ザンベジ川上空から撮影したカズングラ（画面右端の中央部に見える街）。ザンビアは右上の陸地、ナミビアは左上の陸地と中洲（カプリビ回廊先端部）である。ボツワナとジンバブエの国境は左下に見える陸地の真ん中を通っており、上側がボツワナ、下側と右下に見える中洲がジンバブエである。 この地図も参照。

カズングラ（Kazungula）は、ザンビアの都市。ザンビアの南端、ザンベジ川沿いに位置している。ザンビア南部州カズングラ地区に属し、カズングラ地区の行政府が置かれる。
リヴィングストンから西に70kmの地点に位置する。カズングラはザンビア・ボツワナ・ナミビア・ジンバブエ4か国の国境が非常に近接する地点にあり、2つの三国国境の間はわずか150mしかない（4国の国境が1点に集まる四国国境だという主張も存在した）。カズングラの街からは川幅が400mあるザンベジ川をわたって、対岸のボツワナ領（カサネの街の8km東の地点にあるボツワナ領カズングラ）まで、カズングラ・フェリーの艀が運航していた。これは70tの積載量を持ち、この地方では最も大きな水上交通手段の一つであった。これに代わってカズングラと対岸のボツワナを直接結ぶカズングラ橋の建設が計画され、2007年8月にザンビア、ボツワナ両政府が契約を締結した。2014年9月12日に起工式が行われ、2021年5月10日に開通した。なお、新型コロナウイルス感染症の流行に伴う建設の遅れのため、当初の予定より遅れて開通した。